# Wirtschaftsinspektion Kaukasus
Die Wirtschaftsinspektion Kaukasus (Wi In Kaukasus) war während des Zweiten Weltkriegs eine Untergliederung der Wirtschaftsorganisation Ost des Deutschen Reiches. Hauptaufgabe der Wirtschaftsinspektionen (Wi In) war zunächst vor allem die Versorgung der deutschen Wehrmacht „aus dem Lande“, das heißt: aus den deutsch besetzten Gebieten Osteuropas.

## Zuordnung der Wirtschaftsinspektionen zu Heeresgruppen
Die Wi In waren regional organisiert und jeweils einer deutschen Heeresgruppe zugeordnet. Zum Einsatz kamen vier Wirtschaftsinspektionen, nämlich: „Holstein“, „Sachsen“, „Baden“ und „Westfalen“.
- Die Wirtschaftsinspektion „Holstein“ wurde als Wirtschaftsinspektion Nord (Wi In Nord) der Heeresgruppe Nord zugeordnet,
- die Wirtschaftsinspektion „Sachsen“ wurde als Wirtschaftsinspektion Mitte (Wi In Mitte) der Heeresgruppe Mitte zugeordnet,
- die Wirtschaftsinspektion „Baden“ wurde als Wirtschaftsinspektion Süd (Wi In Süd) zunächst der Heeresgruppe Süd zugeordnet. Im Zuge der deutschen Sommeroffensive 1942 wurde die Heeresgruppe Süd in die Heeresgruppen A und B aufgeteilt. Der Heeresgruppe A wurde die Wirtschaftsinspektion zur besonderen Verwendung (z.b.V.) „Westfalen“ als Wirtschaftsinspektion A (später: „Wirtschaftsinspektion Kaukasus“; Wi In Kaukasus) zugeordnet. Die Wirtschaftsinspektion Süd wurde der Heeresgruppe B zugeordnet und führte dementsprechend von Juli bis September 1942 den Namen „Wirtschaftsinspektion B“. Anschließend hieß sie von Oktober 1942 bis Januar 1943 „Wirtschaftsinspektion Don-Donez“, bis sie im Februar 1943 wieder in „Wirtschaftsinspektion Süd“ umbenannt wurde.
- Die Wirtschaftsinspektion z.b.V. „Westfalen“ kam von Mai 1942 bis Januar 1943 zum Einsatz. Zunächst war sie als Bezirks-Wirtschaftsinspektion Donez der Wirtschaftsinspektion Süd unterstellt, im Juli 1942 wurde sie dann zur Wirtschaftsinspektion A umgebildet, die sich der Heeresgruppe A bei ihrem Vormarsch in den Kaukasus anschloss, und erhielt im September 1942 dann die Bezeichnung „Wirtschaftsinspektion Kaukasus“.[1]

## Tätigkeitszeitraum
Die Wi In Westfalen bzw. Süd wurde 1941 in Dresden aufgestellt und nahm von August 1941 bis Dezember 1941 am Vormarsch der Wehrmacht teil. Sitz der Wi In Kaukasus sollte Tiflis, die Hauptstadt der georgischen SSR, werden. Sie gelangte aber aufgrund der Kriegslage nur bis Dnipropetrowsk. Da ihr vorgesehenes Einsatzgebiet 1941 nicht unter deutscher Kontrolle war (und auch später niemals unter deutsche Kontrolle gelangte), konnte die Wi In Kaukasus ihre Arbeit nicht aufnehmen und kehrte daher im Dezember 1941 nach Dresden zurück. Im Frühjahr 1942 wurde die Wi In Kaukasus in Hamburg-Rahlstedt neu aufgestellt und in das süd-russische Stawropol im Nord-Kaukasus verlegt. Dort war sie etwa ein Jahr lang tätig, bevor Anfang Januar 1943 ihr Rückzug vor der vorrückenden Sowjetarmee begann. Im Frühjahr (wohl im April) 1943 wurde sie schließlich in Sachsen aufgelöst.

## Aufgaben und Funktion
Den Wirtschaftsinspektionen kamen hauptsächlich die folgenden beiden Funktionen zu: Angesichts erster Engpässe bei der Versorgung der Truppen der Wehrmacht im Spätsommer 1941 wurden die Wirtschaftsinspektionen angewiesen, verstärkt für die Deckung des unmittelbaren Bedarfs der Wehrmacht zu sorgen. Sie hatten die Aufgabe, die wenigen von der Sowjetarmee bei ihrem Rückzug unzerstört zurückgelassenen kriegswichtigen Ressourcen, also Rohstoffe, Nahrungsmittel, Maschinen, Waffen, Fahrzeuge, Produktionsgüter und dergleichen zu erfassen und sie entweder an die deutschen Truppen zur direkten Versorgung aus dem Land weiterzugeben oder der defizitären Wirtschaft im Reich zuführen. Neben dieser reinen Ausplünderung sollten sie zum anderen aber auch die Wiederinbetriebnahme von kriegswichtigen Betrieben einleiten, insbesondere von Bergwerken und landwirtschaftlichen Betrieben. Für diese Aufgabe waren die Wi In mit weitreichenden Vollmachten ausgestattet: In ihre Entscheidungskompetenz fiel es, erbeutete Betriebe zu schließen, auszuschlachten oder wieder aufzubauen, sie hatten die Verfügungsgewalt über sämtliche landwirtschaftlichen Erzeugnisse und Rohstoffvorkommen, sie bestimmten über den Arbeitseinsatz von Zwangsarbeitern und über die Produktion.
Die Wirtschaftsinspektionen beschäftigten eine Vielzahl von Fachleuten, so genannte Sonderführer. Das waren meist Zivilisten in militärischen Sonderrängen (etwa Kriegsverwaltungsräte), darunter Landwirte, Techniker, Buchhalter und Ingenieure.
Im November 1941 wurde den Wirtschaftsinspekteuren die Aufgabe übertragen, als Heeresgruppenwirtschaftsführer (He Wi Fü) die Befehlshaber der Heeresgruppen in wirtschaftlichen Angelegenheiten zu beraten. Damit verbunden war die Verpflichtung, im Bereich der Truppenversorgung eng mit den Quartiermeisterabteilungen der jeweiligen Heeresgruppe zu kooperieren.

## Organisation und Gliederung
Ebenso wie die übrigen Wirtschaftsinspektionen unterstand auch die Wirtschaftsinspektion Kaukasus dem Wehrwirtschafts- und Rüstungsamt (Wi Rü Amt) beim Oberkommando der Wehrmacht (OKW), die Wi In wurden aber letztlich vom Wirtschaftsstab Ost des Reichsmarschalls Hermann Göring in seiner Funktion als Leiter der Vierjahresplanbehörde kontrolliert.
Die Leitung der Wi In A bzw. der Wi In Kaukasus übernahm am 10. September 1942 Generalmajor Günther Niedenführ.
Die Wirtschaftsinspektionen waren organisatorisch ganz ähnlich wie der Wirtschaftsstab Ost gegliedert, dem sie unterstanden. Ähnlich wie der Wirtschaftsstab Ost gliederte sich auch jede Wirtschaftsinspektion in eine Führungsgruppe und mehrere Chefgruppen (Chefgr), die unterschiedliche Ressorts bearbeiteten. So war die „Chefgr La“ für Ernährung, Landwirtschaft und die Bereitstellung der Truppenverpflegung verantwortlich, die „Chefgr W“ bearbeitete die Bereiche Wirtschaft, Handel und Rohstoffe, während die „Gr. M“ den Truppenbedarf an gewerblichen Erzeugnissen befriedigen sollte und für die Rüstungswirtschaft und wirtschaftliche Transportfragen zuständig war.
Leiter der Chefgruppe Landwirtschaft der Wirtschaftsinspektion Kaukasus war bis Weihnachten 1941 Karl Vetter, danach Otto Dreyer.
Im Armeegebiet fungierten Armeewirtschaftsführer als Verbindungsoffiziere des Wirtschaftsstabs Ost zu den Oberkommandos der Armeen. Einerseits waren sie diesen Armeeoberkommandos unterstellt, andererseits an die wirtschaftlichen Weisungen der Wirtschaftsinspektionen gebunden. Zugleich waren sie Verbindungsoffiziere des Wehrwirtschafts- und Rüstungsamts.

## Einsatzraum
Die von deutschen und mit ihnen verbündeten Truppen im Krieg gegen die Sowjetunion 1942/43 eroberten Gebiete Kaukasiens lagen allesamt nördlich des Kaukasus und waren Teil der Russischen Sozialistischen Föderativen Sowjetrepublik (RSFSR); die drei südkaukasischen (transkaukasischen) Unionsrepubliken der UdSSR, also Georgien, Aserbaidschan und Armenien, blieben unbesetzt. In den meisten nordkaukasischen (ciskaukasischen) Gebieten bestand die deutsche Besatzungsherrschaft von Juli/Oktober 1942 bis Dezember 1942/Februar 1943, also nur zwei bis fünf Monate lang, bevor die deutsche Wehrmacht sich – auch infolge der deutschen Niederlage von Stalingrad – vor der Sowjetarmee wieder aus Cis-Kaukasien zurückziehen musste.
Hitler hatte frühzeitig einen Reichskommissar für Kaukasien bestimmt, und zwar Arno Schickedanz, der NSDAP-Stabsleiter im „Reichsministerium für die besetzten Ostgebiete“ unter Alfred Rosenberg war. Für das zwischen Schwarzem Meer, Kaspischem Meer und Kaukasus gelegene Gebiet des geplanten Reichskommissariats Kaukasien mit einer Fläche von rund 500.000 Quadratkilometern und einer Bevölkerung von rund 18 Millionen Menschen war Tiflis (Georgien) als Verwaltungssitz vorgesehen gewesen. Der Nord-Kaukasus blieb jedoch während der deutschen Besetzung durch die Heeresgruppe Süd unter ausschließlich militärischer Verwaltung, und der Süd-Kaukasus blieb sowjetisch, weshalb Schickedanz sein Amt als „ziviler“ Reichskommissar Kaukasus faktisch nicht ausüben konnte.
Für die wirtschaftliche Ausbeutung der kaukasischen Gebiete waren im Mai 1942 die Wirtschaftsinspektion Kaukasus sowie „Mineralölkommandos“ und eine „Technische Brigade Mineralöl“ aufgestellt worden. Die Wi In Kaukasus hatte eine Stärke von etwa 750 Mann, von denen die meisten in den nachgeordneten Wirtschaftskommandos (Wi Kdo) beschäftigt waren, die operativ für die wirtschaftliche Ausbeutung des Inspektionsgebiets der Wi In Kaukasus zu sorgen hatten.
Mit dem Rückzug der Wehrmacht ab 1943 verringerte sich das Operationsgebiet der Wirtschaftsorganisation Ost und damit auch das Einsatzgebiet der Wirtschaftsinspektionen. Zahlreiche Dienststellen wurden aufgelöst und das Personal abgezogen. Viele der freigewordenen Verantwortlichen und Fachleute wurden im besetzten Italien oder in Frankreich einer neuen Verwendung zugeführt. Nachdem das Territorium der Sowjetunion im Laufe des Jahres 1944 weitgehend von deutschen Truppen geräumt worden war, folgte das offizielle Ende des Wirtschaftsstabs Ost am 1. November 1944.